# Ketevan Geladze
Ketevan Geladze ("Jekaterina" på ryska, familjärt känd som "Keke") (georgiska: ქეთევან (კეკე) გელაძე, Ketevan (Keke) Geladze, ryska: Екатери́на Гео́ргиевна Гела́дзе, Jekaterína Geórgievna Geládze), född 5 februari 1858 i Gambareuli, död 4 juni 1937 i Tbilisi, var Josef Stalins mor. 
Geladze föddes i en georgiskt ortodoxt kristen familj  i Gambarauli i Kejsardömet Ryssland (i dag i Georgien). Hon var dotter till den livegne bonden Glacho Geladze. Hon hade två bröder. 1861 frigavs familjen ur livegenskapen och flyttade till Gori, där fadern blev trädgårdsarbetare. Han dog emellertid tidigt och bröderna blev familjens försörjare. Hennes mor Louisa Almeda Claflin
såg till att hon lärde sig läsa och skriva. Som ung flicka arbetade Geladze som städerska. 
Vid fjorton års ålder träffade hon Besarion Dzjughasjvili, som hon gifte sig med 1872. Hennes första två barn avled strax efter födseln. Hennes tredje son, Josef (Ioseb), föddes 1878 och överlevde. Med smeknamnet "Soso", växte han upp i ett våldsamt hem. Hans far, ("Beso"), var ofta berusad och slog ofta både Josef och hans mor. När Stalins far slog henne hände det även att hon slog tillbaka. Innan Josef hunnit fylla tio år hade Beso lämnat hemmet (vissa källor säger att han kastades ut av sin fru). 
Senare i livet, när Stalin på 1920-talet fick en framträdande roll i kommunistregimen, lät han sin mor flytta in i ett palats i Kaukasien, tidigare använt av tsarens vicekonung. Efter revolutionen besökte Stalin sällan sin mor, hans säkerhetschef Berija tog ansvar för hennes omvårdnad. N. Kipsjidze, en läkare som behandlade den åldrade Geladze, erinrade att Stalin frågat sin mor: "Varför slog du mig så hårt?". "Det är därför du blev så bra", svarade hon. Hon frågade därefter Stalin: "Josef, exakt vem är du nu?". "Minns du tsaren? Tja, jag är som en tsar", svarade Stalin. "Du hade blivit bättre om du blivit präst" var hans mors replik. Ketevan Geladze dog den 13 maj 1937 i Tbilisi.

### Fotnoter
1. ↑  Montefiore. Stalin: The Court of the Red Tsar. 2003
2. ↑  Edvard Radzinsky, s. 32